# موشان
موشان (نام علمی: Muridae) نام یک تیره از راسته جوندگان است.